# Distrikt Inguilpata
Der Distrikt Inguilpata liegt in der Provinz Luya in der Region Amazonas im Norden von Peru. Beim Zensus 2017 betrug die Einwohnerzahl 498. Im Jahr 1993 hatte der Distrikt noch 978 Einwohner, im Jahr 2007 noch 694. Verwaltungssitz ist der Ort Inguilpata.

## Geographische Lage
Inguilpata befindet sich in den Hochanden Nordperus.
Im Norden grenzt der Distrikt Inguilpata an den Distrikt Lonya Chico, im Osten an den Distrikt Chachapoyas, im Süden an den Distrikt Colcamar und den Distrikt Ocumal und im Westen an den Distrikt Ocallí.
Das Dorffest in Inguilpata findet am 30. August statt.
Die Mehrheit der Häuser liegt im Hochgebirge, einige wenige auch am Ufer des Flusses Río Utcubamba.